# Pasmo Glencoe
Pasmo Glencoe - pasmo w Grampianach Zachodnich, w Szkocji. Rozciąga się od Glen Etive na wschodzie do Loch Leven na zachodzie. Glencoe jest jednym z najbardziej znanych rejonów w Grampianach. W 1692 r. miała tu miejsce Rzeź w Glencoe. Najwyższym szczytem pasma jest Bidean nam Bian, który osiąga wysokość 1150 m. 
Najważniejsze szczyty:
- Bidean nam Bian (1150 m),
- Stob Coire nan Lochan (1115 m),
- Buachaille Etive Mor (1022 m).